# JC Gonzalez
Camilo Gonzalez (Bogotá, Colombia; 8 de marzo de 1990), mejor conocido bajo su nombre artístico de JC Gonzalez, es un actor, cantante, compositor, bailarín y entrenador de vida colombiano. Su popularidad inició en 2007, tras incursionar en el mundo del espectáculo participando en comerciales de televisión y anuncios en Texas. Gonzalez también fue el candidato de "Making Menudo", una serie de MTV para el que seleccionaron veinticinco cantantes masculinos bilingües en Nueva York, entre ellos González, después de su audición en un largo proceso de selección en diferentes ciudades de todo los Estados Unidos, Puerto Rico y México. González también ha hecho apariciones en el cine y la televisión, como Disney, ABC, NBC y MTV.

## Biografía
Gonzalez nació en la ciudad de Bogotá, Colombia. Es nieto de doña Cándida Rueda Plata, la propietaria de un icónico hotel ubicado en Barrancabermeja, llamado San Carlos Hotel, el cual fue construido desde 1967. Tiene dos hermanos menores, Silvia Carolina y Daniel Eduardo. A pesar de venir de un fondo no musical, él siempre mostró un gran interés en la actuación y el canto y música. Camilo, para la época era catalogado como un niño hiperactivo, y por lo tanto se ganó el apodo de "Terremoto". Su formación académica fue iniciada en el grado kínder en el Gimnasio Los Caobos en Bogotá, Colombia y fue allí donde comenzó sus primeras incursiones en diferentes actividades musicales y actorales.
A sus siete años, en 1998, él y su familia se trasladaron a Houston, Texas, Estados Unidos, con el propósito de recibir un tratamiento médico en el Texas Medical Center Houston para Daniel Eduardo, su hermano, quien nació con un síndrome clínico raro llamado: Artrogriposis Múltiple Congénita (AMC), o simplemente Artrogriposis, factor que le posibilitó a Gonzalez crecer en una mezcla de dos culturas: la anglosajona y la hispana, donde escuchaba música en inglés como Frank Sinatra, Tom Jones, y en español, baladas de Julio Iglesias, Camilo Sesto, Roberto Carlos o géneros tropicales como los interpretados por Carlos Vives, Juan Luis Guerra, Gloria Estefan, entre otros.
En una entrevista realizada por El Espectador, el cantautor expresó que el hecho de ser colombiano y haber crecido en Estados Unidos, le ha brindado la posibilidad de conocer dos culturas, lo cual para el artista ha sido una oportunidad para tocar e inspirar vidas a través de su música. Para Gonzalez es muy importante contar historias a través de sus letras y el hecho de tener la mezcla de estas dos culturas y poder cantar en dos idiomas, hace que este proceso sea más fácil.
A lo largo de la primaria y secundaria, González jugó fútbol y fútbol americano. Toda esta energía y estilo de vida llevó a González a aprender ética y moral, tanto de vida como en el trabajo. A una edad muy joven para ayudarse, González comenzó a cortar césped, lavar autos y cuidar niños en todo su vecindario. Por su apoyo a la comunidad, comenzó a recibir ayuda para pagar sus uniformes y clases de natación para poder tener un certificado que lo avalara como salvavidas. Más tarde, fue voluntario como socorrista en varios lugares en el Condado de Fort Bend, Texas. Dentro de su preparación artística, optó por tomar clases de actuación a tiempo completo en el verano de 2006, con el entrenador Chambers Stevens en Hollywood. También participó en algunas bandas de su escuela local y se destacó en obras de teatro con su escuela tales como "Once Upon a Mattress", "Children of Eden", Treasure Island, "The Musical Comedy Murders" y "Yo Odio a Hamlet". Durante su época de secundaria recibió clases de actuación en Houston con Deke Anderson. Asimismo ha sido bailarín y ha admirado a grupos latinos como Menudo durante sus años de adolescencia. En la escuela, González participó en varios deportes y fue miembro del equipo de soccer y de fútbol americano de la escuela, sobresaliendo atléticamente, llegando a competir en campeonatos estatales y se graduó de su preparatoria en la Escuela Secundaria Clements High School de Sugar Land, Texas el 5 de junio del 2009, en la cual actualmente hace parte de los alumnos con un grado de reconocimiento que han pasado por el plantel.
Después de la secundaria, decidió estudiar psicología en la Universidad Estatal de California, donde también pudo encontrar más oportunidades para actuar. Más tarde González abandonó la universidad para concentrarse más en su actuación y la formación de su carrera musical. Comenzó clases de Técnicas de actuación con la entrenadora Diana Castle de "La Vida Imaginaria", una prestigiosa academia actoral.
JC Gonzalez se ha caracterizado por su ímpetu, como lo indica el portal Pantallazos de Noticias, en donde aseguran que han sido rasgos de la personalidad de su abuela materna Cándida Rueda, conocida por ser la gestora del Hotel San Carlos en Barrancabermeja, (Santander, Colombia).
El artista también ha dado a conocer mediante varias entrevistas, que uno de sus motores es su hermano Daniel, quien ha superado en gran medida una extraña enfermedad denominada Artrogriposis Múltiple Congénita AMC, y le ha enseñado que sin esfuerzo no hay recompensa, de ahí, asegura el cantautor, viene su disciplina.
Además de la música, el artista se ha enfocado en los últimos años al aprendizaje del coaching en MITT (Mastery In Transformational Training), que se basa en desarrollar estudios dinámicos en un entorno educativo, donde inspiran a las personas a lograr avances en los eventos cruciales de sus vidas. Posterior a culminar sus estudios, empezó un programa en donde por medio de llamadas realiza un programa para distintas personas, en donde implementando lo aprendido, ayuda a que estas alcancen sus metas de vida.

## Carrera

### Música
Gonzalez es uno de los nuevos artistas latinos que han comenzado a ser reconocidos internacionalmente. Su estilo de mezclar el hip hop, el pop latino, y la fusión de los afro-pop / rap ha empezado a ganar un éxito considerable en América Latina, asociándolo generalmente con la música popular colombiana llamada cumbia. Sin embargo, González realmente utiliza los conceptos básicos de la cumbia pero con un toque melódico del hip hop, sin limitarse a un solo estilo musical, sino que trata de incorporar diferentes estilos como el hip hop, el rap, reguetón, balada, salsa, rock and roll, e incluso el jazz, una muestra de esto es la canción "Ecuación de Amor", la cual se ha convertido en una de sus obras más aclamadas. González también hizo un remix de la canción "El Perdón" de Enrique Iglesias y Nicky Jam con toques personales del rap como un claro ejemplo de su intento de fusionar diferentes géneros musicales. También en 2010 González presentó el video musical de Kaya, "No Puedo Sacarte de mi Mente", como el plomo con Kaya Rosenthal.

### Televisión y cine
Dentro de sus papeles más reconocidos, está Jhonny, un divertido personaje que Gonzalez interpretó en "Parks and Recreation" en el episodio Sister City. González tiene una historia desde los 16 años en el mundo de la actuación, con créditos que incluyen piezas en Blue (serie web) una serie dramática de la web americana protagonizada por Julia Stiles y dirigida por Rodrigo García Barcha, es Randy en Slumber Party Slaughter, la cual es una película de terror estadounidense que fue escrita, coproducida y dirigida por Rebekah Chaney en 2012. Estuvo protagonizada por Tom Sizemore, Ryan O'Neal y Robert Carradine. También participó en el cortometrage "11:11", y "Los Americans". A su vez, González ha actuado comerciales de televisión de diferentes marcas reconocidas como Ford, Honda, AT&T, entre otras, además de una serie de videos independientes para sus canciones y sus covers musicales.

## Primeros trabajos

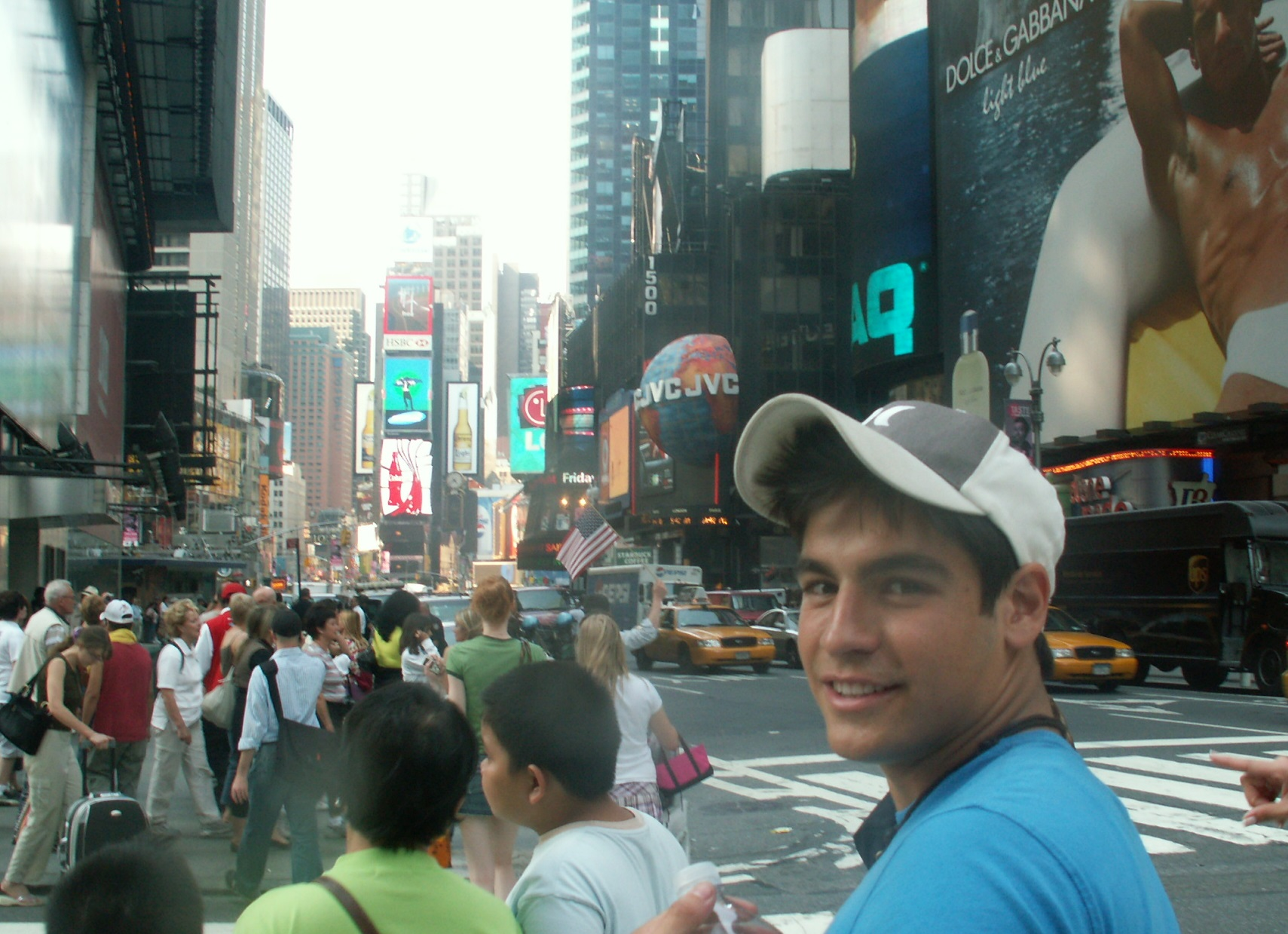
González caminando por la Quinta Avenida de New York.

En enero del 2007, a la temprana edad de 16 años, Gonzalez se mudó a Los Ángeles, California, para estudiar y buscar más oportunidades, durante este tiempo, se encontró con la posibilidad de audicionar para "Making Menudo". Menudo era un grupo musical de adolescentes que cantaban en español para mediados de los años 70 dirigido por el productor Edgardo Díaz, varios iniciaron con esta increíble banda de chicos del pop latino, que incluyeron a Ricky Martin, Ray Reyes y Draco Rosa. En 2007, los nuevos propietarios de este quinteto de pop latino, comenzaron con un proyecto de nuevas canciones en español e inglés. González era un aspirante de este proyecto. Él y otros chicos querían rescatar la energía de la banda legendaria creando "Making Menudo", un programa diseñado para recordar el pasado sobre los años dorados. González no pasó la audición inicial en Los Ángeles, California, pero después de participar en algunas clases de baile, intentó de nuevo, audicionando por segunda vez en Dallas, Texas. Esta audición tuvo más éxito, y fue seleccionado por el cantante puertorriqueño Luis Fonsi y el locutor de radio Daniel Luna como uno de los veinticinco participantes que irían a Nueva York donde se filmaría en la carrera de la serie de "Road to Menudo". El reality salió al aire en MTV. «Parecía algo divertido que quería intentar», dijo González a Joey Guerra en su entrevista por su participación en este reality show.
Making Menudo proporcionó los medios para que Gonzalez junto con catorce artistas más fueran entrenados en el canto y el baile en South Beach, Miami, Florida por casi cuatro meses. El show fue filmado durante el verano bajo la atenta mirada de Johnny Wright, quien ha supervisado las carreras de los Backstreet Boys, 'N Sync, Justin Timberlake y Janet Jackson. González fue parte de los siete concursantes, quienes recibieron entrenamiento vocal con David Coury y formación en danza con el coreógrafo Aníbal Marrero. Miembros del reparto de Making Menudo tales como Carlos Olivero, González y Trevor Brown aparecieron en el escenario con el anfitrión Damien Fahey durante los MTV Total Request Live at de la MTV en Times Square el 23 de octubre de 2007 en la ciudad de Nueva York.

## 2009-presente
Después de su participación en "Making Menudo", Gonzalez se enfocó en su carrera de actuación, logrando participar en varios programas de televisión, como "Locked Up Abroad" emitida por el Discovery Channel, "Hard Times", y "Parenthood".
También JC hizo parte del elenco de la reconocida serie Parks and Recreation, donde trabajó con Amy Poehler, Aziz Ansari, y Fred Armisen en el episodio "Sister City", y actuó el papel de un interno venezolano.
En el 2010, Gonzalez trabajo con Ariana Grande en Victorious, "Los Sobrevivientes del Calor”, un episodio de una comedia estadounidense que originalmente salió al aire en Nickelodeon.
Gonzalez protagonizó en "Los Americans," un programa de internet que se lanzó en mayo del 2011. En este programa,Camilo tuvo un papel prominente, haciendo el personaje de Pablo Valenzuela y trabajó con grandes estrellas como Esai Morales, Yvonne DeLaRosa, Raymond Cruz y Lupe Ontiveros.
En el 2013, González protagonizó junto a Julia Stiles en la serie web Blue (serie web), en el episodio "¿Qué clase de nombre es azul?" Incluso, González trabajó en otra series web, como "Ragdolls", también en el 2013 y en el 2015, Gonzalez tomó el papel de Jake en el programa NCIS: New Orleans, del episodio "Blue Christmas".
En 2016 González hizo el lanzamiento de su primer álbum, "2MoonS". Este álbum contiene canciones originales, escritas en el inglés y español, con ritmos y melodías influenciadas por la cultura hispana y anglosajona.
En la entrevista con Estela Monterrosa, para el portal La Cháchara en marzo de 2018, el cantautor hace alusión a su trabajo autodidacta y cómo a partir de su compromiso ha logrado permanecer en el mundo de la música. El cantante asegura que: «No hay excusa para no aprender y educarnos a nosotros mismos cuando tenemos toda la información en la palma de nuestra mano». Asimismo en otra entrevista realizada desde Montreal, Canadá, por Germán Posada en el programa “Puntual & Directo”, el artista asegura que siempre ha querido ser una estrella, por ello se esfuerza día a día para lograrlo.
En distintas publicaciones al artista JC Gonzalez ha sido nombrado como "El Lord de la Música Pop", debido a que en sus composiciones se resalta a la mujer, transmitiendo amor y sensibilidad, dejando de lado el contenido subido de tono que es recurrente en los nuevos géneros musicales.
En el diario Hola Mundo, el músico indicó que se encuentra trabajando en varios temas musicales con personajes de la talla de Christian Davis, famoso escritor que ha estado en proyectos con Cristina Aguilera, Backstreet Boys, Britney Spears, Lil Wayne, Kendrick Lamar y Tyga.
Para una entrevista realizada por ColMundo Radio, JC indicó que su música no tiene género y se cataloga como un defensor de los ideales, de la mujer y el amor. Tampoco cataloga sus mezclas en un ritmo definido, para él es una fusión de ritmos afrolatinos que ayudan a generar nuevas vertientes musicales.
"El artista ha contado con grandes aciertos en su carrera, entre ellos han estado sus actuaciones en series televisivas como, 9-1-1, NCIS, I Didn't Do It, Encarcelados en el Extranjero, entre otras que le han abierto puertas para darse a conocer y así continuar haciéndose a un nombre; además que le han permitido compartir set con artistas como Billy Bob Thornton en Goliath, Ariana Grande en Victorious, Amy Poehler y Aubrey Plaza en Parks and Recreation, Julia Stiles en Blue, Raymond Cruz y Esai Morales en Los Americans y muchas otros".

## Coaching y Liderazgo
JC completó su entrenamiento en M.I.T.T. (Por sus siglas en inglés, Mastery in Transformational Training) en el 2011, González también se desempeñó como voluntario en la institución. Tras completar el programa de Coaching en 2018, comenzó a liderar su propio emprendimiento como Coach. González, un proyecto enfocado en ayudar a las personas a alcanzar sus metas y trabajar por sus sueños, fundó RiseSync, mediante llamadas y el uso de diversas aplicaciones móviles. busca proporcionar apoyo personalizado y herramientas efectivas para el desarrollo personal y profesional. Por su parte, González ha destacado que este enfoque le permitió superar antiguos temores y lograr cambios positivos en su vida diaria. Considera que más personas deberían tener acceso a este tipo de programas, ya que han sido fundamentales para sus logros en diversas áreas, incluyendo su carrera en la actuación, la música y su labor como entrenador personal o Coach. 

## Actividades benéficas
Gonzalez escribió la canción "Safe Passage" y cantó para la Thrive Integrative Wellness y Women of Watts & Beyond de California, EE. UU. en varios festivales en soporte a la lucha contra la Violencia doméstica y busca con su apoyo ser quien habla y canta por los sobrevivientes de la violencia intrafamiliar para concientizar y dar eco a la gente en contra de la violencia doméstica.
González también apoya a organización sin fines de lucro para luchar contra cáncer de próstata, una enfermedad que ha venido sufriendo su padre y otra asociación voluntaria para ayudar a prevenir el cáncer.
Desde que era un niño participaba en eventos del Hospital Shriners para Niños de Houston para ayudar a chicos con similares condiciones a su hermano menor Daniel. Desde el 2001 ha servido como voluntario en diferentes programas como también siempre ha promovido y apoyado con su música proyectos en Texas y California, que sensibiliza y recolecta fondos para la diferentes causas sociales.

## Carrera cinematográfica
| Año  | Título                                                        | Papel                            | Notas                                                                                     |
| ---- | ------------------------------------------------------------- | -------------------------------- | ----------------------------------------------------------------------------------------- |
| 2007 | Making Menudo                                                 | JC                               | MTV Serie de Realidad                                                                     |
| 2008 | Locked Up Abroad                                              | Hermano de Eliadah "Lia" McCord  | Episodio: Bangladés National Geographic Channel                                           |
| 2009 | Second Coming                                                 | Oficial de Policía (como Camilo) | Video                                                                                     |
| 2009 | Parks and Recreation                                          | Jhonny                           | Episodio: "Sister City"                                                                   |
| 2009 | Love Fifteen                                                  | Hijo de Cindy Lee (Paola Turbay) |                                                                                           |
| 2010 | The Hard Times of RJ Berger TV Series                         | Bailarín con cuchillo            | Episodio The Berger Cometh                                                                |
| 2010 | Victorious                                                    | Ben                              | Episodio: Los Sobrevivientes del Calor                                                    |
| 2010 | Parenthood                                                    | Muchacho de Fraternidad          | Episodio: Orange Alert                                                                    |
| 2011 | Los Americans                                                 | Paul Valenzuela                  | Episodios: The Truth Hurts; Happy Birthday; Going to Mexico; The Legacy and more episodes |
| 2011 | Big Time Rush                                                 | Coestrella                       | Episodio: Big Time Strike                                                                 |
| 2012 | How to Rock                                                   | Football Player Bully            | Episodio: How to Rock a Newscast, TV Series                                               |
| 2012 | Slumber Party Slaughter                                       | Randy                            | Película                                                                                  |
| 2013 | Blue (serie web)                                              | Harry                            | Episodio: What Kind Of A Name Is Blue? by Rodrigo García Barcha                           |
| 2013 | RagDolls                                                      | Mateo                            | Episodios: Bésame Mucho; The Sexy Bra; Undercover Date Agent; The Pot Shop                |
| 2014 | 11:11                                                         | Ryan                             | Corto                                                                                     |
| 2014 | I Didn't Do It                                                | Mike                             | Episodio: Lindy Nose Best                                                                 |
| 2015 | Hot Flash: The Chronicles of Lara Tate - Menopausal Superhero | Cock Block                       | Corto                                                                                     |
| 2015 | Elena                                                         | Victor                           | Corto                                                                                     |
| 2015 | NCIS: New Orleans                                             | Jake                             | Episode: "Blue Christmas"                                                                 |
| 2016 | Good After Bad                                                | Collin                           | Corto                                                                                     |
| 2018 | 9-1-1 (serie de televisión)                                   | Kyle                             | Serie de televisión                                                                       |
| 2018 | Goliath (TV series)                                           | DJ Diego Spiz                    | Serie de televisión                                                                       |

### Webseries
| Año  | Título        | Papel           | Director        |
| ---- | ------------- | --------------- | --------------- |
| 2010 | Love 15       | Hijo            |                 |
| 2011 | Los Americans | Paul Valenzuela | Dennis E. Leoni |

### Trabajos en Comerciales
| Comercial                  | Papel     | Cadena                   |
| -------------------------- | --------- | ------------------------ |
| Honda Fit (inglés/español) | Principal | Nacional                 |
| Jack in the Box (Español)  | Principal | Nacional                 |
| HCCS Fall Commercial       | Principal | Regional                 |
| Nerf Vulcan Hasbro         | Principal | Regional                 |
| Academy Sporting Goods     | Principal | Regional                 |
| Houston Community College  | Principal | Regional (Institucional) |
| Nacional                   | Principal | En Línea                 |
| Fiesta Rock                | Principal | Regional                 |
| Connect EDU                | Principal | En Línea                 |
| Nintendo Wii               | Principal | Nacional                 |
| KFC                        | Principal | Nacional                 |
| AT&T                       | Principal | Nacional                 |
| Ford Focus                 | Principal | Nacional                 |

### Canciones
| Año  | Título                   | Posición   | Posición   | Álbum                       |
| Año  | Título                   | EE. UU R&B | EE. UU Rap | Álbum                       |
| ---- | ------------------------ | ---------- | ---------- | --------------------------- |
| 2015 | "Equation Of Love"       | —          | —          | Equation Of Love - Sencillo |
| 2015 | "Quiet Game"             | —          | —          | Quiet Game - Sencillo       |
| 2015 | "Cupid"                  | —          | —          | AwakIN                      |
| 2015 | "Zoom"                   | —          | —          | Zoom - Sencillo             |
| 2015 | "Prendete"               | —          | —          | AwakIN                      |
| 2016 | "Solitary Conversations" | —          | —          | 2moonS                      |
| 2016 | "Luchando"               | —          | —          | 2moonS                      |
| 2016 | "Let me be me"           | —          | —          | 2moonS                      |